# 神代町 (室蘭市)
神代町（かみしろちょう）は北海道室蘭市の町。住居表示未実施。郵便番号は050-0053。かつて同名の字が存在した。

## 地理
室蘭市の北部に位置し、西から北に香川町、北東に登別市上鷲別町、東に水元町、南東に八丁平、南に港北町，柏木町，本輪西町、南西に幌萌町と接する。

### 河川
- 二級河川 鷲別川

## 地域の特徴
室蘭市の都市計画マスタープランでは蘭北地域に属する。
鷲別岳の南側の丘陵地であり、居住者は少ない。北東縁の登別市との境界を鷲別川が南東流する。道央自動車道 が南部を横断、西縁付近には上り線に本輪西展望所がある。南東端にある道道自動車道の神代トンネル上を通る北海道道107号室蘭環状線が東縁に沿って北上、半円を描くように大きくカーブしながら西に向きを変えた後、西縁付近で南西に向きを変えて南西端から出ていく。

北海道道107号室蘭環状線が大きくカーブする途中に室蘭市神代火葬場があり、さらに西に進んで町域の中央付近に望洋台霊園がある。南部には社会福祉法人室蘭源泉学園 花ファクトリーあけぼの，室蘭市少年野球場がある。北部には香川町に跨る形で室蘭岳山麓総合公園（だんパラ公園）がある。

## 歴史
1887年（明治20年）本州からの移住者によって開拓が始まり、5年後には30戸ほどになったというが、冷涼のため去る人が多かった。また初の入植者が兵庫県（淡路国）の出身者であることから、かつては淡路町と呼ばれ、離散した後には奥輪西と呼ばれた。1966年（昭和41年）神代火葬場が寿町から移転。1970年（昭和45年）望洋台霊園が市内8か所の墓地を統合して開設。1981年（昭和56年）市少年野球場設置。

### 地名の由来
旧地名のカミシロコタンに由来する。カミシロは「髪白」で白馬を表し、白馬村の意味との説がある。またアイヌ語の「カムイシロコタン」のなまりであり、「神の山（霊山）にある祭場」だという説もある。

### 沿革
- 1929年（昭和4年）10月16日 - 字名改正により輪西村（大字）の一部が神代町（字）となり、輪西村（大字）を廃止[6][7]。
- 1967年（昭和42年）7月1日 - 神代町新設[注 1]。

### 町名の変遷
| 実施内容 | 実施年月日                | 実施後       | 実施前 |
| -------- | ------------------------- | ------------ | --- |
| 字名改正 | 1929年（昭和4年）10月16日 | 神代町（字） | 輪西村（大字）の小字、 八丁平・コイカクシ・ヤムクシナイ・カミシロコタン・石炭沢・ワニシ奥・ホンワニシ・ワニシ沢・奥ワニシ・ワニシサワ奥・ホロワニシ・天神山 |
| 町名新設 | 1967年（昭和42年）7月1日  | 神代町       | 神代町（字） |

## 世帯数と人口
2023年（令和5年）12月31日現在（室蘭市発表）の世帯数と人口は以下の通りである。
| 町     | 世帯数 | 人口 |
| ------ | ------ | ---- |
| 神代町 | 10世帯 | 16人 |

### 人口の変遷
国勢調査による人口の推移。
| 1995年（平成7年）  | 39人 | [ 10 ] |  |
| 2000年（平成12年） | 29人 | [ 11 ] |  |
| 2005年（平成17年） | 24人 | [ 12 ] |  |
| 2010年（平成22年） | 20人 | [ 13 ] |  |
| 2015年（平成27年） | 18人 | [ 14 ] |  |
| 2020年（令和2年）  | 15人 | [ 15 ] |  |

### 世帯数の変遷
国勢調査による世帯数の推移。
| 1995年（平成7年）  | 13世帯 | [ 10 ] |  |
| 2000年（平成12年） | 11世帯 | [ 11 ] |  |
| 2005年（平成17年） | 8世帯  | [ 12 ] |  |
| 2010年（平成22年） | 9世帯  | [ 13 ] |  |
| 2015年（平成27年） | 9世帯  | [ 14 ] |  |
| 2020年（令和2年）  | 7世帯  | [ 15 ] |  |

## 学区
市立小・中学校に通う場合、学区は以下の通りとなる。
| 町     | 地番                             | 小学校               | 中学校             |
| ------ | -------------------------------- | -------------------- | ------------------ |
| 神代町 | 本輪西町又は柏木町に隣接する区域 | 室蘭市立蘭北小学校   | 室蘭市立港北中学校 |
| 神代町 | 上記以外                         | 室蘭市立八丁平小学校 | 室蘭市立桜蘭中学校 |

## 交通

### 道路
- 道央自動車道
  - 町域に出入口はない。本輪西町との境界付近に本輪西展望所が所在。
- 北海道道107号室蘭環状線

## 施設

### 公共施設
- 室蘭市神代火葬場
- 室蘭市少年野球場

### 社会福祉施設
- 社会福祉法人室蘭源泉学園 花ファクトリーあけぼの

### 公園
- 室蘭岳山麓総合公園（だんパラ公園）